# Kjalhraun
Kjalhraun är en sköldvulkan och ett lavafält i republiken Island. Det ligger i regionen Norðurland vestra, i den centrala delen av landet. Namnet Kjalhraun betyder "kölformat lavafält". I själva verket är det en sköldvulkan som har producerat 10–12 km³ lava. Kjalhraun ligger några kilometer söder om Hveravellir. Den gamla vägen Kjalvegur går över den, och en del av den nya Kjölurvägen berör även lavafältet eller sköldvulkanens fot. Huvudkratern är 900 m i diameter. Vulkanen och lavafältet bildades för cirka 8 000 år sedan och tillhör det vulkaniska systemet Hveravellir, norra Langjökulls vulkansystem.